# Паллади, Теодор
Теодор Паллади (рум. Theodor Pallady; 11 апреля 1871, Яссы — 16 августа 1956, Бухарест) — румынский художник.

## Биография
В молодости Теодор Паллади приехал в Саксонию и в Дрездене в 1887—1889 годах изучал технические науки. Одновременно он учился рисованию и истории искусства под руководством Эрвина Оме, открывшего у Теодора художественный талант и направившего его для усовершенствования своего образования в Париж. Во французской столице Т.Паллади записался на курс в Академию изящных искусств (Académie des Beaux-Arts) и работал в мастерской Аман-Жана. В 1892 году он перешёл в ателье Густава Моро, где познакомился с Анри Матиссом, Жоржем Руо и Альбером Марке.
В 1904 году Теодор Паллади вернулся в Румынию и устроил выставку своих работ в бухарестском Атенеуме. Паллади постоянно поддерживал тесные личные и творческие связи с художественным миром Парижа, где вплоть до начала Второй мировой войны прошло несколько персональных выставок Паллади. В 1924, 1940 и в 1942 годах художник принимал участие в венецианских биеннале.
В настоящее время полотна Теодора Паллади демонстрируются в различных музеях и картинных галереях Румынии: в Бухаресте (в том числе в Национальном художественном музее Бухареста), в Яссах, Сибиу, Питешти и др. городах страны, а также в бухарестском Музее Теодора Паллади. Здание музея является одним из старейших в румынской столице, оно было возведено в 1750—1760 годах. В музее представлены более 800 работ художника. В саду музея установлена бронзовая статуя Теодора Паллади работы румынского скульптора Георгия Д. Ангела.
Полотна Теодора Паллади неоднократно были представлены на почтовых марках Румынии.
Паллади похоронен в Бухаресте на кладбище Беллу. В 2012 году был посмертно избран членом Румынской Академии.

## Галерея

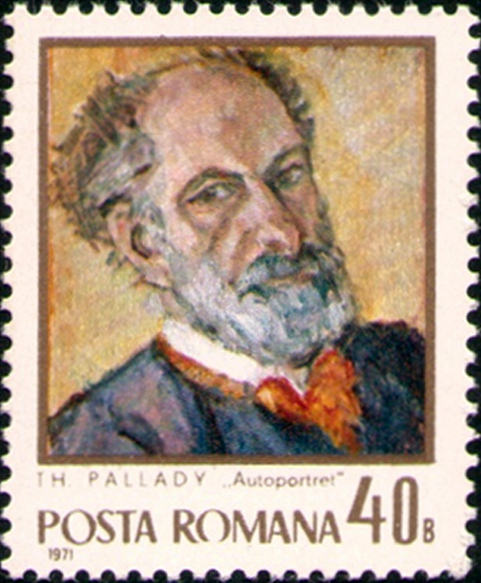
Румынская почтовая марка 1971 года с автопортретом Т.Паллади
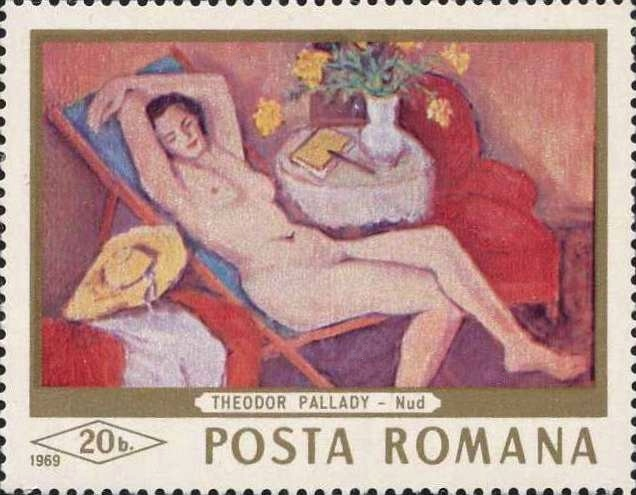
Румынская почтовая марка 1969 года с полотном Т.Паллади «Обнажённая»
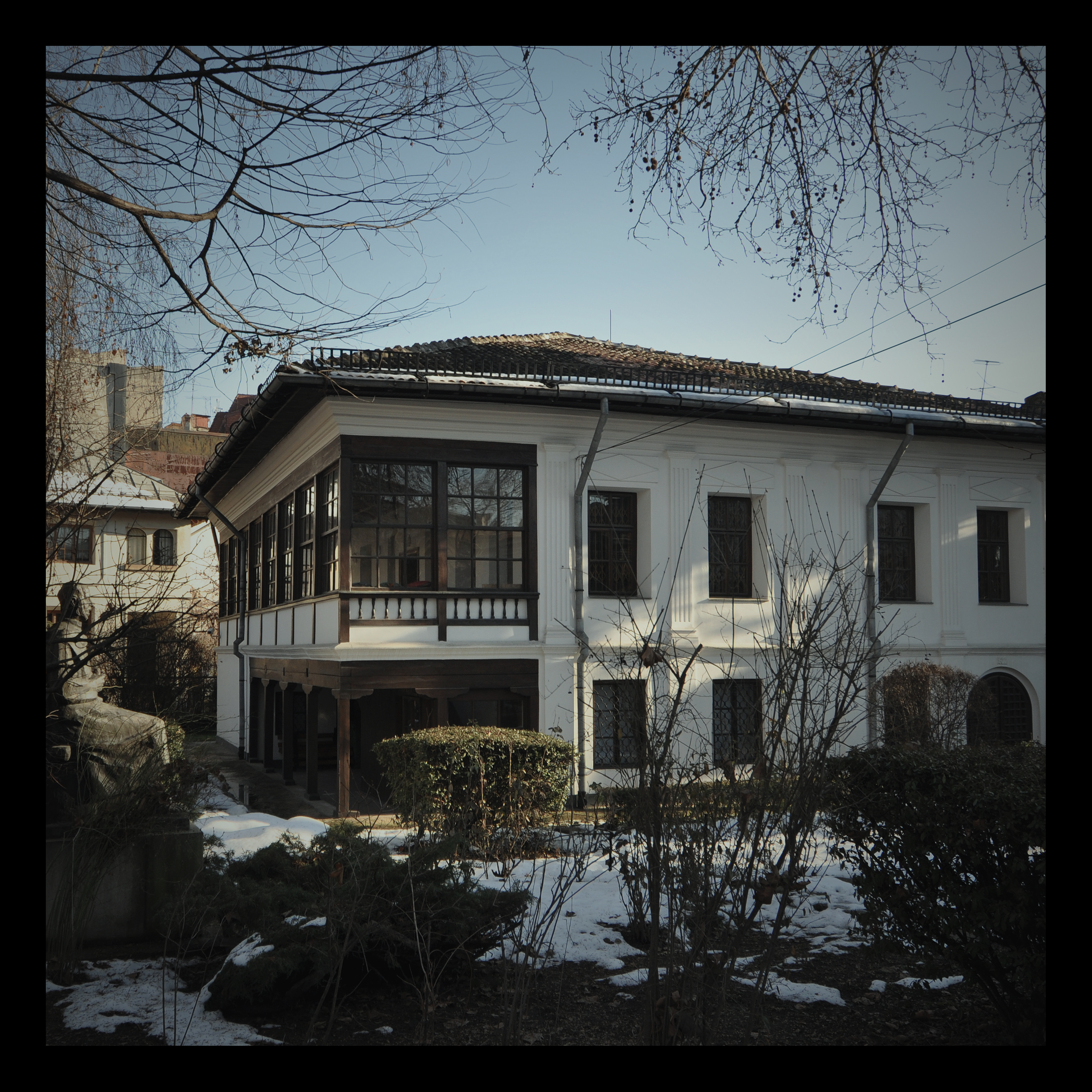
Музей Паллади в Бухаресте